# Антисемитизм в XXI веке: Возрождение
Антисемитизм в XXI веке: Возрождение (англ. Anti-Semitism in the 21st Century: The Resurgence) — документальный фильм, впервые показанный на канале PBS 8 января 2007 года. Режиссёром, продюсером и сценаристом этого документального фильма был Эндрю Голдберг, а ведущей выступила Джуди Вудрафф. В нём исследуются корни современного антисемитизма и причины его процветания сегодня. Также в нём рассматривается, почему число нападений на евреев в Европе возросло более чем вдвое с 1990-х годов, а также как это связано с арабо-израильским конфликтом.
Цель программы — исследовать истоки антисемитизма и причины его всплеска в последнее время. Основное внимание уделяется антисемитизму в мусульманском мире и его связям с израильско-палестинским конфликтом. В фильме рассматривается история исламского антисемитизма с досионистского периода, а также его развитие с момента создания Израиля. В фильме также исследуется сходство между современным мусульманским антисемитизмом и антисемитизмом в Европе до Второй мировой войны. 
Газета New York Times отметила, что в фильме показано, как Гитлер обещал великому муфтию Иерусалима «изгнать евреев из Палестины». В фильме рассказывается о том, как в сирийском телесериале 2003 года «Аль-Шатат» пропагандировались антисемитские мотивы. Рассказчик опроверг расхожее утверждение о том, что оккупация Израилем Голанских высот и Западного берега реки Иордан после 1967 года побудила арабских лидеров призвать к уничтожению Израиля, отметив, что такие призывы были обычным явлением «даже до оккупации». 